# Časová osa války Izraele s Hamásem (leden 2024)
Toto část časové osy války Izraele s Hamásem. Obsahuje časové období od 1. ledna do 31. ledna 2024.

## Pondělí 1. ledna
Podle svého tvrzení podnikly Brigády Izz ad-Dína al-Kassáma a Jeruzalémské brigády ve čtvrtích Daraj a Tuffah raketové a granátové útoky proti izraelským obrněným jednotkám. Ve čtvrti Šuhája obsadily izraelské jednotky společné velitelské a řídící středisko Hamásu a PID. V Bureji podle svého tvrzení palestinští bojovníci napadli ručními zbraněmi budovu, v níž se pohybovali izraelští vojáci. Podle tvrzení IOS byl zabit regionální velitel námořních komand Hamásu Adil Mišmaš.
Podle mluvčího IOS bude válka proti Hamásu pokračovat celý rok 2024. Probíhající úpravy rozmístění jednotek zohledňují přípravu na dlouhodobý boj.
Podle palestinského ministerstva zdravotnictví bylo dosud zabito 21 978 Palestinců, většinou žen a dětí.

## Úterý 2. ledna
Izraelským jednotkám se podle vlastního tvrzení podařilo dokončit obsazení areálu Hamásu v Šejk Radwan v Gaze zahrnující 37 obytných budov, škol a nemocnic a síť tunelů pod areálem. V komplexu se nacházelo druhé nedůležitější zpravodajské středisko Hamásu na severu Pásma Gazy. V Qaraře podnikly Brigády Izz ad-Dína al-Kassáma útoky proti postupujícím izraelským jednotkám. K dalším útokům došlo východně od Chán Júnis. K těm se přihlásily Brigády mučedníků Al-Aksá a Brigády národního odporu.
Při útoku izraelského dronu byl v jižní části libanonského hlavního města Bejrútu zabit jeden z vysokých představitelů Hamásu Sálih al-Arúrí, zástupce šéfa politického byra Hamásu a jeden ze zakladatelů ozbrojeného křídla Hamásu, Brigád Izz ad-Dína al-Kassáma. Kromě něj bylo zabito dalších 6 lidí,včetně dvou vysokých velitelů Hamásu. Za zabití al-Arourího, který zároveň působil jako spojka mezi Hamásem a Hizballáhem pohrozil Hizballáh odvetou.

## Středa 3. ledna
Izraelské jednotky ve čtvrtích Daraj a Tuffah a Šejk Iljin, v Gaze, čelily útokům Brigád Izz ad-Dína al-Kassáma protitankovými zbraněmi. IOS naproti tomu proti palestinským skupinám útočily kombinovanými operacemi za použití pozemních jednotek a dělostřelectva. Na předměstí al Šatí, v Gaze útočily na izraelské jednotky Brigád národního odporu. Palestinci si podle vlastního tvrzení nárokují zničení nebo získání několika izraelských pozorovacích dronů, včetně bezpilotního letounu Hermes. V Chán Júnis provedly Brigády Izz ad-Dína al-Kassáma a Jeruzalémské brigády koordinované útoky proti izraelským jednotkám. Proti izraelským obrněným jednotkám použily protitankové rakety a zařízení IED. Další útoky proti jednotkám v Chán Júnis hlásily Brigády Abú Alího Mustafy a Brigády mučedníků Al-Aksá. Jihovýchodně od Chán Júnis útočily Brigády Izz ad-Dína al-Kassáma na izraelské jednotky, kterým se podařilo odkrýt a zajistit tunelovou šachtu v objektu školy.
Počet padlých izraelských vojáků se zvýšil na 175.Podle palestinské ministerstva zdravotnictví se počet zabitých Palestinců zvýšil na 22 313.

## Čtvrtek 4. ledna
V Tuffahu,  Gaze se izraelské jednotky během vyčišťovacích operací dostaly pod palbu minometů a RPG. K bojům došlo v Mugrace, IOS podle vlastního vyjádření zničily podzemní vojenskou základnu. V Rafahu Izraelci zabily náčelníka operačního štábu Palestinského islámského džihádu Mahmúda Lulu, spolu s ním byly zabity další dvě osoby. Smrt velitele potvrdil i PID. Podle zpráv novinářů se IOS podařilo dokončit obklíčení Maghází ve střední části Pásma Gazy. K intenzivním střetům mezi izraelskými jednotkami a palestinskými odbojovými organizacemi došlo v Buríji a Nusejratu. V Chán Júnis se Izraelcům podařilo zabít dva palestinské velitele rot a zničit podzemní infrastrukturu.
Izraelský ministr obrany J. Gallant představil poválečný plán pro Gazu. Plán nepočítá s Hamásem, ale s průběžnou izraelskou vojenskou kontrolou, přičemž ústřední roli v Pásmu Gazy v civilních záležitostech by hrály palestinské úřady. Plán nepočítá s přesidlováním Gazy, ani s přítomností izraelských civilistů. Proti plánu, který není oficiálním dokumentem izraelské vlády se postavili někteří koaliční partneři, kterým se nelíbí zejména zamezení židovského osídlení v Pásmu Gazy.
Podle palestinského ministerstva zdravotnictví bylo v Pásmu Gazy dosud zabito 22 438 Palestinců a nejméně 57 614 jich bylo zraněno.

## Pátek 5. ledna
IOS podle svého vyjádření provedly více než 100 úderů na cíle Hamásu v Pásmu Gazy. Na útocích se podílely izraelské pozemní, vzdušné a námořní síly. Cíli byly velitelská centra Hamásu, sklady zbraní a odpaliště raket. Během bojů bylo podle IOS zabito... mnoho příslušníků Hamásu.

## Sobota 6. ledna
Podle svého vyjádření IOS dokončila likvidaci vojenských struktur Hamásu na severu Pásma Gazy. Během bojů bylo zabito asi 8000 palestinských militantů. Mluvčí IOS Daniel Hagari řekl, že izraelská armáda zabavila desítky tisíc kusů zbraní a miliony dokumentů. IOS se nyní soustředí na střední a jižní část Pásma Gazy. Podle Hagariho válka potrvá celý rok 2024.
IOS podle vlastního vyjádření při leteckém útoku zabily velitele námořního praporu Hamásu Ismaila Siráje a jeho zástupce Ahmeda Wahaba. Prapor byl údajně zodpovědný za útok na kibuc Be'eri 7. října 2023 a za masakry, které se tam odehrály.
Počet izraelských vojáků padlých od začátku pozemní ofenzivy se zvýšil na 176.

## Neděle 7. ledna
Podle IOS byla zničena velitelská struktura Hamásu na severu Pásma Gazy a palestinští ozbrojenci operují již jen sporadicky a bez velení. Izraelské jednotky se dle mluvčího IOS soustředí na likvidaci Hamásu na jihu Pásma Gazy.
Při izraelském náletu v Rafahu byli zabiti dva novináři: Hamza Wael Dahdouh, syn zpravodaje Al-Džazíry z Gazy Wael Al-Dahdouha a Mustafa Thuria, pracující pro Al-Džazíru a AFP. Další novinář byl vážně zraněn. Podle vyjádření IOS všichni novináři cestovali ve vozidle společně s palestinským operátorem dronu ohrožujícím izraelské vojáky. Podle pozdějšího vyjádření IOS nemá izraelská armáda důkaz, že se ve vozidle nacházel terorista. Podle D. Hagariho novináři jedoucí ve vozidle používali dron,.. což je ve válečné zóně problém.
Podle palestinského ministerstva zdravotnictví bylo v Pásmu Gazy dosud zabito 23 084 Palestinců a 58 926 jich bylo zraněno. Počet padlých izraelských vojáků se zvýšil na 182.

## Pondělí 8. ledna
Mluvčí IOS D. Hagari prohlásil, že válka v Pásmu Gazy přechází od intenzivní manévrovací války zahrnující velké množství úderů k různým typům speciálních operací. Jedním z důvodů je nutnost brát v úvahu velké množství civilistů v Pásmu Gazy.
IOS podle svého vyjádření zná místo, kde se nachází Jahjá Sinvár, vojenský vůdce Hamásu. Útoku na něj ale brání to, že se obklopil izraelskými rukojmími, které používá jako živé štíty.

## Úterý 9. ledna
Podle palestinského ministerstva zdravotnictví zahynulo od začátku války 23 210 osob.
Počet izraelských vojáků padlých od začátku pozemní invaze se zvýšil na 187.

## Středa 10. ledna
Podle palestinského ministerstva zdravotnictví zahynulo od začátku války 23 357 osob.
IOS prohlásila, že její příslušníci v Chán Júnis nalezli tunel, ve kterém byli drženi rukojmí. Podle IOS bylo během dne v Chán Júnis zasaženo více než 150 cílů. Izraelské jednotky se zaměřují na ničení tunelů, tunelových šachet a infrastruktury Hamásu.

## Čtvrtek 11. ledna
Jihoafrická republika předložila Mezinárodnímu soudnímu tribunálu v Haagu podání, ve kterém obviňuje Izrael z páchání genocidy na palestinském obyvatelstvu.
Podle Hamásu bylo v okolí Gazy a Chán Júnis během rána zabito 62 osob, Podle IOS izraelské jednotky východně od Chán Júnis nalezly... tunelové šachty, zbraně a vojenský materiál. Zároveň podle jejich tvrzení... zabily desítky teroristů. Oblast střední části Pásma Gazy označil Herci Halevi jako... velmi, velmi složité bojiště. Světová zdravotnická organizace označila humanitární situaci v Pásmu Gazy za... nepopsatelnou.
Podle palestinského ministerstva zdravotnictví zahynulo od začátku války 23 469 osob.

## Pátek 12. ledna
Podle dohody mezi Izraelem a Hamásem zprostředkované Katarem budou rukojmím drženým palestinskými skupinami předány životně důležité léky. Podle izraelských odhadů je naživu 105 rukojmí, 105 jich bylo propuštěno a 25 je pravděpodobně po smrti.
Podle palestinského ministerstva zdravotnictví zahynulo od začátku války 23 708 osob.

## Sobota 13. ledna
Podle palestinského ministerstva zdravotnictví dosud zahynulo v Pásmu 23 843 osob.
Izraelská armáda zváží možnost návratu uprchlíků zpět do severní části Pásma Gazy... až bude vědět, že obyvatelstvu nehrozí žádné nebezpečí.

## Neděle 14. ledna
Podle mluvčího palestinského ministerstva zdravotnictví infrastruktura a lékařské služby v Rafahu, na jihu Pásma Gazy nedokáží pokrýt potřeby odhadovaných 1,3 milionů vysídlených. Podle Světové zdravotnické organizace v Pásmu Gazy funguje méně než polovina nemocnic a ty jen částečně. Podle palestinského ministerstva zdravotnictví bylo dosud zabito 23 843 osob.
Při izraelských náletech bylo od začátku války 7. října 2023 v Pásmu Gazy zničeno nebo poškozeno nejméně 195 míst historického významu. Patří mezi ně mešity, knihovny, muzea a sbírky rukopisů. Podle prohlášení UNESCO... kulturní statky by neměly být terčem nebo být používány pro vojenské účely, protože jsou považovány za civilní infrastrukturu. Povinností chránit památky před válečným pustošením se zabývá i Haagská úmluva z roku 1954.

## Pondělí 15. ledna
Podle vlastního tvrzení IOS od začátku války 7. října použily více než 10 000 bomb a raket proti stovkám cílů v Pásmu Gazy. Podle představitelů Gazy je 50% bytových jednotek zničeno nebo neobyvatelných a téměř 2 miliony osob uprchly ze svých domovů.
Podle videa a tvrzení Brigád Izz ad-Dína al-Kassáma byli při izraelském bombardování Gazy zabiti 2 izraelští rukojmí. Podle mluvčího IOS nebyla budova, ve které byli rukojmí drženi cílem útoku.
Podle izraelského ministra obrany J. Gallanta skončila intenzivní fáze pozemní ofenzivy v severní části Pásma Gazy a brzy skončí i v jižní části. Podle Gallanta byly na severu... všechny struktury Hamásu demontovány. Ve střední části Pásma Gazy IOS... ničí vojenský průmysl Hamásu a jeho výrobní centra. Na jihu Pásma Gazy se... Brigáda Chán Júnis postupně rozpadá jako bojová síla.

## Úterý 16. ledna
Podle zprávy nezávislých expertů OSN na lidská práva hrozí v Pásmu Gazy v důsledku izraelské blokády hladomor. Těhotným ženám se nedostává adekvátní výživy a děti jsou vystaveny riziku těžké podvýživy. Izrael ničí potravinový systém Gazy a používá potraviny jako zbraň proti palestinskému lidu, tvrdí experti.
V severní části Pásma Gazy se znovu rozhořely boje poté, co se sem začaly stahovat izraelské obrněné jednotky. Podle IOS byly v Bajt Lahíja zabity desítky palestinských militantů. Izraelský protiraketový systém Iron Dome sestřelil desítky raket vypálených palestinskými militanty na Izrael.
Podle palestinského ministerstva zdravotnictví bylo dosud zabito 24 285 lidí a více než 61 154 zraněno. Podle IOS stoupl počet padlých izraelských vojáků na 190.

## Středa 17. ledna
Izraelská armáda podle vlastního vyjádření zabila 6 příslušníků Hamásu. Jedním z nich byl i Bilál Nufál, vyšetřovatel bezpečnostní služby Hamásu. Další 4 příslušníci Hamásu byli zabiti ve střední části Pásma Gazy a v Chán Júnisu. Izraelská armáda pokračovala také v ničení odpalovacích stanovišť pro rakety.
Jordánsko obvinilo Izrael z těžkého poškození jordánské vojenské polní nemocnice v Chán Júnis. Podle Jordánska... Izrael nese plnou odpovědnost za zjevné porušení mezinárodního práva.Podle vyjádření izraelské armády... nemocnice není poškozena a nadále funguje. Izraelská armáda dále ve svém vyjádření popřela, že by útočila na jordánskou nemocnici a uvedla, že se izraelští vojáci v blízkosti nemocnice dostali do přestřelky s příslušníky Hamásu.
Počet izraelských vojáků padlých od začátku pozemní ofenzivy se zvýšil na 193. Podle IOS se v rukách palestinských skupin nachází 132 rukojmí, 27 rukojmí je po smrti, jeden člověk je nezvěstný. Izraelská armáda podle vlastního vyjádření dosud zabila více než 9000 palestinských bojovníků. Podle palestinského ministerstva zdravotnictví počet obětí v Pásmu Gazy dosáhl 24 448 osob.

## Čtvrtek 18. ledna
Izraelský premiér B. Netanjahu se postavil proti vytvoření palestinského státu, který je součástí plánu USA na poválečné řešení krize. Izrael potřebuje bezpečnostní kontrolu nad veškerým územím západně od řeky Jordán, řekl Netanjahu s tím, že své stanovisko tlumočil americkým představitelům.
Organizace pro lidská práva Access Now kritizovala Izrael za způsobené výpadky telekomunikačních služeb, přičemž ten současný trvá již týden. Odstávky internetu nesmí být používány jako válečné zbraně, řekla ředitelka organizace Marwa Fataftaová. Odstávky internetu brání poskytování humanitární pomoci obyvatelům Pásma Gazy.
Izraelské armádě se ve spolupráci s bezpečnostní službou Šin bet podařilo nalézt a do Izraele vrátit hlavu zabitého izraelského vojáka. Tu mu uřízl příslušník Hamásu při útoku na Izrael 7. října 2023 a odvezl ji do Gazy. Tam se ji pokoušel prodat za 10 tisíc dolarů.
Podle palestinského ministerstva zdravotnictví stoupl počet osob zabitých v Pásmu Gazy na 24 620 a 61 830 zraněných.

## Pátek 19. ledna
Podle palestinského ministerstva zdravotnictví bylo v Pásmu Gazy dosud zabito 24 762 osob, 62 108 jich bylo zraněno. Počet izraelských vojáků padlých od začátku pozemní ofenzivy stoupl na 194.
Při izraelském náletu západně od Chán Júnisu bylo v obytném domě zabito 5 osob, 12 osob zahynulo při náletu na obytný blok v Gaze, poblíž nemocnice al Šifá.

## Sobota 20. ledna
Podle prohlášení IOS nalezli izraelští vojáci v Chán Júnis, pod domem jednoho z velitelů Hamásu tunel a velkou místnost, ve které bylo zadržováno 20 izraelských rukojmí. Část z nich byla propuštěna během příměří v listopadu 2023.

## Neděle 21. ledna
Izraelský premiér B. Netanjahu odmítl Hamásem navržené podmínky, které by zajistily konec války a propuštění izraelských rukojmí. Ty zahrnují úplné izraelské stažení z Pásma Gazy a ponechání Hamásu u moci. Přijetí takových podmínek nazval Netanjahu kapitulací.

## Pondělí 22. ledna
Při předčasném výbuch náloží připravených k demolici budovy a jejím následném zřícení zahynulo v Gaze 21 izraelských vojáků. Výbuch náloží způsobilo RPG vypálené na blízký izraelský tank. Jedná se tak o největší izraelské ztráty za jediný den od začátku pozemní operace v Gaze. Další 3 izraelští vojáci padli během bojů v Chán Júnis. Počet padlých izraelských vojáků stoupl na 219.
IOS podle vlastního tvrzení zahájily velkou ofenzivu v západní části Chán Júnis. Pozemní ofenzivě předcházela série náletů na postavení ozbrojenců Hamásu. Podle palestinského ministerstva zdravotnictví obsadili izraelští vojáci nemocnici Al-Char. Podle IOS Hamás používá nemocniční zařízení pro ukrývání zadržených rukojmí. Podle palestinské pobočky Červeného půlměsíce obklíčily tanky IOS další nemocnice v Chán Júnis, včetně nemocnice al-Amal. Během prudkých bojů padli 3 důstojníci IOS a asi 50 příslušníků Hamásu včetně několika velitelů.
Podle některých zdrojů je Izrael v součinnosti s katarskými a egyptskými vyjednavači připraven přistoupit na dvouměsíční příměří a propuštění části palestinských vězňů výměnou za propuštění všech rukojmí zadržovaných v Pásmu Gazy. Po ukončení příměří by válka pokračovala. Podle dřívějšího prohlášení Hamásu rukojmí nebudou propuštěna, dokud Izrael neukončí válku a neopustí Pásmo Gazy. Nejnovější izraelský návrh Hamás odmítl s tím, že nejsou splněny jeho podmínky.
Podle palestinské ministerstva zdravotnictví bylo v důsledku izraelských útoků dosud zabito 25 295 Palestinců a 63 000 jich bylo zraněno.

## Úterý 23. ledna
IOS podle vlastního tvrzení dokončily obklíčení Chán Júnis.
Podle palestinského ministerstva zdravotnictví ostřelovala izraelská armáda v Chán Júnis nemocnici Al Nasser.
Izraelské jednotky objevily v Chán Júnis 1,5 km dlouhou síť tunelů, jejíž součástí bylo velké zařízení na výrobu raket. K objevení vstupu do tunelů došlo poté, co z jeho ústí útočili palestinští ozbrojenci na izraelské vojáky.

## Středa 24. ledna
Podle OSN tanky izraelské armády zasáhly komplex budov OSN v Chán Júnis. V objektech se ukrývali palestinští civilisté a izraelský útok zabil 9 lidí a 75 jich zranil. Izrael zodpovědnost odmítl, a naznačil, že za ostřelováním stojí Palestinci. Útok na objekty OSN odsoudilo i ministerstvo zahraničí USA.
Podle palestinského ministerstva zdravotnictví v Pásmu Gazy dosud zahynulo 25 490 lidí.
Skupiny demonstrujících žen požadujících okamžitou dohodu o propuštění rukojmí zablokovaly v Izraeli řadu křižovatek a ulic. Další skupiny se snažily zabránit transportu humanitární pomoci do Gazy.

## Čtvrtek 25. ledna
Izraelské jednotky byly napadeny v u Bajt Hanún v severní části Pásma Gazy raketami PID, severozápadně od Gazy byli izraelští vojáci napadeni Hnutím palestinských mudžahedínů a jednotky PFLP podnikly útoky na Izraelce ve východní Džabalíji. V Chán Júnis byly izraelské tanky napadeny příslušníky PID, DFLP a Brigád mučedníků Al-Aksá. Izraelské jednotky napadly postavení palestinských ozbrojenců v Chán Júnis a na další postavení Palestinců nasměrovaly letecký útok.
Podle některých průzkumů... až polovina izraelské veřejnosti věří, že je čas jednat o příměří nebo dokonce o dlouhodobém příměří s cílem usnadnit propuštění 136 rukojmích...
Podle palestinského ministerstva zdravotnictví počet zabitých v Pásmu Gazy stoupl na 25 900.

## Pátek 26. ledna
Palestinský islámský džihád podle svého tvrzení sestřelil v poblíž Šuháji izraelský bezpilotní letoun. Izraelské jednotky se ocitly pod palbou protipěchotních a protipancéřových zbraní v okolí uprchlických táborů Maghází a Bureij. V Chán Júnis izraelské jednotky podle vlastního tvrzení zničily 200 tunelových šachet a 10 raketometů. Izraelské letectvo provedlo nálet na útočící palestinské bojovníky. Během dne bylo provedeno 7 palebných útoků z Pásma Gazy proti izraelským městům Aškelon, Sderot, Nir Am a Nachal Oz.
Mezinárodní soudní dvůr nařídil ve svém předběžném opatření přijmout taková opatření, aby se zabránilo genocidě a nařídil zlepšit humanitární situaci v Gaze. Naproti tomu soud zamítl žádost Jihoafrické republiky, aby nařídil zastavení izraelských válečných operací v Pásmu Gazy. Izrael obvinění z genocidy odmítl s tím, že jeho operace jsou aktem sebeobrany před Hamásem.
Podle palestinského ministerstva zdravotnictví počet osob zabitých osob stoupl na 26 083. Podle oznámení IOS počet izraelských vojáků padlých od začátku pozemní ofenzivy v Pásmu Gazy stoupl na 220.

## Sobota 27. ledna
IOS podle vlastního tvrzení během bojů v Chán Júnis... zabily mnoho operativců Hamásu.
Palestinské odbojové organizace se přihlásily k řadě útoků protipěchotními a protitankovými zbraněmi na izraelské jednotky v Chán Júnis a okolí. Během dne také provedly dva palebné útoky z Pásma Gazy na Sderot a Nir Am.
Podle palestinského ministerstva zdravotnictví počet osob zabitých v Pásmu Gazy stoupl na 26 257.

## Neděle 28. ledna
Podle New York Times vyjednavači vytvořili návrh dohody o třicetidenním příměří, který zohledňuje jak požadavky Izraele, tak Hamásu. Během něj by došlo k propuštění některých rukojmí. Příměří by bylo zároveň využito k jednání o dalším příměří. Kromě USA se na přípravě dohody podílejí Katar a Egypt.
Jednotky IOS byly při svém postupu v Džabalíji napadeny příslušníky LFOP. V severní části Pásma Gazy zničili izraelští vojáci tunelový systém. Ke střetům došlo i ve střední a jižní části Pásma Gazy. V Chán Júnisu se Izraelci střetli s příslušníky Brigád Izz ad-Dína al-Kassáma, PID a Brigád mučedníků Al-Aksá.
Podle palestinského ministerstva zdravotnictví se počet obětí zvýšil na 26 422 osob.

## Pondělí 29. ledna
Podle zprávy poskytnuté americké vládě se někteří palestinští zaměstnanci UNRWA, agentury OSN, podíleli na útoku Hamásu proti Izraeli 7. října 2023. UNRWA již 12 svých palestinských zaměstnanců propustila, řada zemí následně ale pozastavila financování této agentury. Zpráva tvrdí, že jeden ze zaměstnanců se podílel na únosu ženy do Pásma Gazy a další... distribuoval munici a koordinoval vozidla v den útoku.
K obnovení bojů došlo v Gaze. Střety mezi Izraelci a Palestinci byly hlášeny ze čtvrtí Zejtún, Tel al Hawa a Šejk Radwan. V táboře al-Šatí se izraelští vojáci zmocnili několika palestinských pozorovacích stanovišť a muničních skladů.
Podle palestinského ministerstva zdravotnictví se počet obětí zvýšil na 26 637 osob.

## Úterý 30. ledna
IOS oznámily, že v Pásmu Gazy došlo k zaplavení některých tunelů mořskou vodou. Podle IOS je před zaplavením prováděna analýza půdy a vodního systému v oblasti, aby nedošlo ke kontaminaci spodních vod.
Březnový nábor přibližně 1300 rekrutů plánuje izraelská armáda. Účelem je doplnit a posílit bojové jednotky s ohledem na probíhající válku.
Podle palestinského ministerstva zdravotnictví se počet obětí zvýšil na 26 751 osob.

## Středa 31. ledna
Palestinští představitelé obvinili izraelské vojáky z popravy 30 civilistů. Stalo se tak po nálezu těl v hromadném hrobě v severní Gaze.
Podle vysokých představitelů OSN by zastavení financování humanitární agentury URNWA mohlo vést ke... kolapsu humanitární systému... v Pásmu Gazy. USA, patřící k těm zemím, které financování UNRWA zastavily ale uvedly, že chtějí, aby agentura pokračovala ve své činnosti.
Podle IOS se počet izraelských vojáků padlých v Pásmu Gazy zvýšil na 224.